# Instituto de Educación Superior Tecnológico Público Joaquín Reategui Medina
El Instituto de Educación Superior Tecnológico Público Joaquín Reategui Medina (siglas: IESTP JRM) es un centro de educación superior ubicado en la Ciudad de Nauta, Provincia de Loreto, Departamento de Loreto, Perú.

## Historia
El IESTP "Joaquín Reátegui Medina" se creó a través de la Resolución Directoral N.º 024-90-AR-GRA-SAS el 21 de diciembre de 1990 y el 7 de diciembre de 1994 fue reconocido oficialmente mediante la R.M. N.º 0568-94-ED, con las carreras de Agropecuaria y Enfermería. Posteriormente, con la Resolución Directoral N.º 0373-2001-ED, de fecha 9 de abril de 2001, se abrió la carrera de Guía Oficial de Turismo.
Finalmente, con fecha 17 de abril de 2008, se emitió la Resolución Directoral N.º 0088-2008-ED, donde se crearon las carreras técnicas de Computación e Informática, Secretariado Ejecutivo y Contabilidad.
En el año 2015 se creó la carrera profesional de Enfermería Técnica Intercultural Bilingüe Amazónica.

## Misión
Ser una institución acreditada con certificación de calidad para el año 2020, cuyos egresados estén en condiciones de interactuar y contribuir al desarrollo sostenible del entorno socioeconómico del país.

## Visión
Somos una Institución Amazónica, líder en la formación de Profesionales Técnicos competentes, con valores morales y éticos; comprometidos con el desarrollo socioeconómico del país.

## Carreras profesionales[1][2]
- Producción Agropecuaria
- Enfermería Técnica
- Contabilidad
- Arquitectura de Plataformas y Servicios de tecnologías de la Información (APSTI)
- Enfermería Técnica Intercultural Bilingüe Amazónica (ETIBA)
- Guía Oficial De Turismo
- Secretariado Ejecutivo